# Paon
Paon (jap. パオン, seit 2004 Paon DP) ist ein japanischer Hersteller von Videospielen. 
Gegründet wurde Paon am 20. Januar 1999 als Paon Corporation in der Rechtsform einer Limited Company (Ltd.). Später trat das Unternehmen als Paon Inc. auf und ist seit März 2015 als Börsennotiertes Unternehmen unter dem Namen PAON DP Inc. aktiv, nachdem Paon Inc. mit DP Inc. fusioniert wurde. Die Firma beschäftigt derzeit 54 Angestellte (Stand: 02/18) und verfügt über eine Kapitalausstattung von 35 Millionen ¥ (ca. 300.000 €).
Bekannt wurde das Unternehmen vor allem durch die Zusammenarbeit mit Nintendo und den damit verbundenen Entwicklungen von Donkey Kong: King of Swing, Donkey Kong: Jungle Climber und Donkey Kong Jet Race. Paon war ferner bei der Entwicklung von Super Smash Bros. Brawl beteiligt und für die Entwicklung von Glory of Heracles verantwortlich.